# Aspila alphea
Aspila alphea är en fjärilsart som beskrevs av Pieter Cramer 1779. Aspila alphea ingår i släktet Aspila och familjen nattflyn. Inga underarter finns listade i Catalogue of Life.